# فنیل‌سولفینیک اسید
فنیل‌سولفینیک اسید (به انگلیسی: Phenylsulfinic acid) یک ترکیب شیمیایی با شناسه پاب‌کم ۱۲۰۵۷ است. شکل ظاهری این ترکیب، منشوری بی‌رنگ است.